# Liu Yuzhang
 (novembre 2023).
Si vous disposez d'ouvrages ou d'articles de référence ou si vous connaissez des sites web de qualité traitant du thème abordé ici, merci de compléter l'article en donnant les références utiles à sa vérifiabilité et en les liant à la section « Notes et références ».
Liu Yuzhang (劉玉章, 11 novembre 1903 – 11 avril 1981) est un général du Kuomintang qui est l'un des quelques commandants nationalistes à avoir battu à la fois l'armée impériale japonaise et l'armée populaire de libération communiste durant la seconde guerre sino-japonaise et la guerre civile chinoise, respectivement.

## Biographie

### Jeunesse et formation
Liu s'enrôle dans la 4e promotion de cadets de l'académie de Huangpu en 1925, et a pour camarades Lin Biao, Hu Lien, et Zhang Lingfu. Après son diplôme, il participe à l'expédition du Nord et à la guerre des plaines centrales et est promu commandant du 5e régiment de la 2e division quand la guerre avec les Japonais commence.
En fait, Liu avait déjà combattu l'armée japonaise en 1933 lors de la défense de la Grande Muraille durant laquelle il est légèrement blessé. Après le début de la guerre en 1937, il se distingue à la bataille de Taierzhuang et la bataille de Wuhan. En 1939, il est promu commandant de brigade et aussi commandant de la garnison de Changsha et combat les Japonais à la bataille de Changsha. En 1941, son commandant Guan Linzheng le promut au poste de commandant de la 2e division du 52e corps stationné au Yunnan. En 1945, il mène la 2e division au Vietnam pour accepter la reddition de l'armée japonaise. Lorsque les forces communistes chinoises envahissent la Mandchourie, le 52e corps de Liu est envoyé combattre son ancien camarade de l'académie, Lin Biao.

### Guerre civile chinoise et retrait à Taïwan
En septembre 1945, l'armée soviétique occupe Shenyang. En mars 1946, elle se retire de la ville et le Kuomintang la capture. Peu après, les forces communistes commencent une grande offensive de la ville. Liu est le commandant des troupes nationalistes, et celui des communistes est Lin Biao. Liu bat Lin et gagne la bataille. Il est promu lieutenant-général. Cette bataille est l'une des premières où le Kuomintang est sorti victorieux.
Lorsque la campagne du Liaoshen (en) commence en septembre 1948, le 52e corps de Liu fait partie de la 9e armée qui est chargée personnellement par Tchang Kaï-chek de reprendre la ville de Jinzhou, mais Liu et Liao Yaoxiang, le commandant de la 9e armée, savent que la ville est perdue et suggèrent à Tchang de retirer la 9e armée jusqu'à Yingkou par voie navale. Tchang et le commandant des opérations en Mandchourie, Wei Lihuang, acceptent leur proposition. Mais la 9e armée ne remplit pas ses objectifs et, le 26 octobre, les forces communistes capturent Liao Yaoxiang et plus de 100 000 nationalistes.
Après la victoire communiste à Liaoshen, le Kuomintang a toujours 50 000 hommes près de Yingkou lorsque les communistes commencent le siège du port. La 52e armée de Liu combat à l'arrière-garde pour aider les nationalistes à battre en retraite dans les territoires sécurisés comme Shanghai par voie navale.
Le 31 octobre 1948, Liu embarque sur le dernier navire du Kuomintang à quitter le port lorsqu'une roquette communiste et des tirs de mortier touchent la plage. Il succède à son camarade d'académie Hu Lien comme commandant de la défense de l'île de Jinmen et est envoyé aux États-Unis pour étudier par Tchang Kaï-chek. Il est l'un des quelques généraux chinois diplômés d'une académie militaire américaine depuis Sun Li-jen. Il est nommé commandant de la garnison de Taïwan et chef de la police de sécurité nationaliste. Liu se retire de l'armée en 1970 et meurt en 1981.

## Dans la culture populaire
À Taïwan, il y a deux films de guerre sur Liu Yuzhang et son unité :
- 7 Man Army (en)
- Da Mo Tian Lin (大摩天嶺) : le contexte de ce film est la campagne du Liaoshen (en) et la victoire des troupes de Liu sur Lin Biao à la colline de Da Mo Tian Lin.